# Tõhelgi
Tõhelgi est un village de la commune de Raasiku du comté de Harju en Estonie.
Au 31 décembre 2011, il compte 43 habitants.